# Rolf Geiger
Rolf Geiger (* 16. Oktober 1934 in Marbach am Neckar; † 29. November 2023) war ein deutscher Fußballspieler, der als Aktiver mit der deutschen Fußballnationalmannschaft der Amateure am olympischen Fußballturnier 1956 in Melbourne teilgenommen hat.

## Karriere
Der Stürmer begann seine Fußball-Laufbahn beim FC Marbach, schnürte danach für den FV Salamander Kornwestheim die Stiefel, spielte anschließend (1955–1957) in der Oberliga Süd für die Stuttgarter Kickers (35 Spiele, 6 Tore) und wechselte dann „von den Blauen zu den Roten“, also zum VfB Stuttgart unter dessen Trainer Georg Wurzer.
Mit Ausnahme der Saison 1962/63 beim AC Mantua in Italien hielt Geiger diesem Verein bis zum Ende seiner Karriere (1967) die Treue, sowohl in der Oberliga (116 Spiele, 59 Tore) als auch in der Bundesliga (70 Spiele und 19 Tore zwischen 1963 und 1967). 1958 wurde er Deutscher Pokalsieger.
Zwischen 1956 und 1964 trug Rolf Geiger auch achtmal das Nationaltrikot (2 Tore), davon einmal für die Kickers und siebenmal für den VfB. Nach seinem geglückten Einstand in der Nationalmannschaft am 23. Dezember 1956 in Köln beim 4:1-Sieg gegen Belgien schien sein Weg ins Aufgebot des DFB für die Fußball-Weltmeisterschaft 1958 in Schweden vorgezeichnet. Es kam aber nicht so: am 13. Juli 1957 wurde er in Stuttgart durch das Sportgericht des Württembergischen Fußballverbandes für sieben Monate gesperrt, weil ihm die Zahlung der damals verbotenen Handgelder vor seinem Wechsel von den Stuttgarter Kickers zum Ortsrivalen VfB nachgewiesen wurde. Erst nach der Weltmeisterschaft – im Oktober 1958 zum Lehrgang in Frankfurt – tauchte Geiger wieder in einem Aufgebot Sepp Herbergers auf.
Da er sich keine Chance ausrechnete, bei der Weltmeisterschaft 1962 in Chile einen Stammplatz beim WM-Turnier zu bekommen, schickte er vier Jahre später dem Bundestrainer eine Absage auf die Einladung zum Abschlusslehrgang in der Sportschule Schöneck. Der verhinderte WM-Teilnehmer wechselte zur Runde 1962/63 in die Lombardei zum AC Mantua. In der Serie A hatte er mit dem ungarischen Ex-Nationalspieler Nándor Hidegkuti einen prominenten Trainer.
Mit Beginn der Bundesliga im Jahre 1963 kehrte er wieder zum VfB Stuttgart zurück und brachte es dann 1964 zu drei weiteren Einsätzen in der Nationalmannschaft. Mit dem 4:1-Sieg am 7. Juni 1964 in Helsinki gegen Finnland (zugleich Herbergers letztes Spiel), bei dem Geiger ein Tor erzielte, endete seine internationale Karriere. Zu dieser zählen auch zwei Amateur- und ein Juniorenländerspiel sowie die Teilnahme an den Olympischen Spielen 1956 in Melbourne. Am 24. November 1956 trat dort die deutsche Fußballnationalmannschaft der Amateure gegen den späteren Olympiasieger Sowjetunion an, schied nach dem 1:2-Endergebnis aber bereits nach dem ersten Spiel aus dem Turnier aus.

## Sonstiges
Rolf Geiger, der in seinen jungen Jahren das Handwerk eines Maurers gelernt hatte, wurde nach Beendigung seiner Fußballerzeit Bauunternehmer und Immobilienmakler in Stuttgart.